# 稲垣潤一
稲垣 潤一（いながき じゅんいち、1953年〈昭和28年〉7月9日 - ）は、日本の歌手、ドラマー。
宮城県仙台市出身。所属レーベルはユニバーサルミュージック内のUSM JAPAN。

## 来歴・人物
父親は東京都板橋区、母親は兵庫県神戸市出身である。父が終戦後、満洲から妻の疎開先・宮城県加美郡宮崎村（現在の加美町）に引き揚げた。その後仙台市に移り住んだ後、潤一が誕生した。仙台市立東華中学校を経て、宮城県工業高等学校を卒業した。
父が音楽好きで、ビートルズやエルトン・ジョンを好んで聴いており、60歳を過ぎて自らギターを習って曲も作るという環境で育ったため、小さい頃から音楽が好きだった。最初はエレキギターのサウンドにしびれてギターに惹かれ、小学生の頃はホウキで真似したり木を削ってギターを作するがしっくりこず、中学生になり8ビートを教わってドラムを叩いたらすんなりできたことにより中学でドラム・ヴォーカルを主に担当、中学生時代からバンドを始め、高校で初めてバンドを作りながら本格的なバンド活動を始め、仙台で「フェイセス」を結成した。その後、仙台のライブハウスや横須賀や立川の米軍キャンプ等で演奏を続けるうち、その歌声の良さに仙台の店でスカウトされる。
デビュー前にCMソングを歌い、「スーパーポップボーカル」というキャッチコピーで1982年1月21日に東芝EMIよりシングル「雨のリグレット」でデビューした。3枚目のシングル「ドラマティック・レイン」で自身初のTOP10入りを果たす。1986年から1989年にかけてオリジナル・アルバムが4作連続1位を獲得した。1992年に発売した「クリスマスキャロルの頃には」は170万枚を売上、クリスマスソングの定番として親しまれている。
上記のように元々はドラマーであるため、ライブやテレビ番組でもドラムを演奏しながら歌うことが時折ある。ドラムはTAMAとエンドースメント契約を結んでいる。
アルバム曲のうち、自ら作詞・作曲を手掛けた作品もあるが、大半の楽曲は他の作詞・作曲家提供による。シンガー・ソングライター全盛の時代に、歌手に徹して自作曲は歌わないという姿勢を貫いた。その後もシングルの表題曲は自作していない。しかし1984年には、神田正輝のシングル「マティーニの後で」のカップリング曲の作曲を担当した。
「April」（1986年、三洋電機）、「思い出のビーチクラブ」（1987年、カナダドライ・ジンジャーエール）、「セブンティ・カラーズ・ガール」（1989年初春のカネボウ化粧品）、などのCMソングも数多く、テレビドラマ主題歌や番組のエンディングテーマ等も多数手掛けている。1992年と2011年にはタイアップ曲だけを収録したアルバムを発表している。
デビュー当初は、東芝EMIと契約した。後にファンハウス（現在のソニー・ミュージックレーベルズ・アリオラジャパン）に移籍した。ファンハウス傘下前のBMGビクター・BMGジャパン傘下のair Records、テイチクエンタテインメント傘下のContinental Label・Imperial Recordsに所属した。2007年、ユニバーサルミュージック・USM JAPANに移籍した。なおair Records 時代を除き、Imperial Records時代までの楽曲の原盤権はフジパシフィック音楽出版（現在のフジパシフィックミュージック）が管理している。2008年にUSM JAPAN・2009年にユニバーサル ストラテジック マーケティング ジャパンからファンハウス以前のアルバムが再発された際には、フジパシフィック音楽出版のライセンシーによりリイシューされている。
映画『アイ・ラヴ・ユー』の音楽監修も務め、主題歌・挿入歌を担当した（挿入歌は、同じくテイチク所属のSALAHも担当）。
私生活では、最初の妻とは死別している。2009年（平成21年）一般人女性と再婚した。同年3月14日に内輪のみでパーティーを行い、挙式も済ませている。
2006年（平成18年）には声優・長谷川杏里のデビューシングル「フラグメンツ・ブルー」の作曲を担当した。
稲垣の地元、仙台市を本拠地とする東北楽天ゴールデンイーグルスのファンクラブ名誉会員（会員No.11）であり、2007年（平成19年）3月31日のフルキャストスタジアム開幕戦（日本ハム戦）で国歌独唱を行った。
2013年には、同年に開催のSUPER GTのGT300クラスに参戦するGREEN TEC RACING TEAMの監督に就任した。自身も公式ライセンスを取得しており、かつてはトヨタ・アルテッツァのワンメイクレース「ネッツカップ・アルテッツァワンメイクシリーズ」等に参戦するなど、モータースポーツへの造詣が深い。

## ディスコグラフィ

### シングル
CD化されているのは、「オーシャン・ブルー」以降の作品。
| #  | 発売日         | タイトル                                                   | カップリング                                                                   | 最高位 | 備考 |
| -- | -------------- | ---------------------------------------------------------- | ------------------------------------------------------------------------------ | ------ | --- |
| 1  | 1982年1月21日  | 雨のリグレット                                             | 日暮山                                                                         | 65位   | |
| 2  | 1982年7月21日  | 246:3AM                                                    | ジンで朝まで                                                                   |        | |
| 3  | 1982年10月21日 | ドラマティック・レイン                                     | 蒼い追憶                                                                       | 8位    | 横浜ゴム「アスペック」CMソング |
| 4  | 1983年3月1日   | エスケイプ                                                 | 男と女                                                                         | 19位   | |
| 5  | 1983年7月21日  | 夏のクラクション                                           | シーサイド・ショット                                                           | 25位   | 富士写真フイルム「カセット GT-1」CMソング |
| 6  | 1983年11月1日  | ロング・バージョン (single version)                        | 夏の行方                                                                       | 50位   | 横浜ゴム「アスペック」CMソング |
| 7  | 1984年4月28日  | オーシャン・ブルー                                         | あの頃のまま                                                                   | 26位   | 松任谷由実がアルバム「Yuming Compositions : FACES」（2003年）にてセルフカバー。 |
| 8  | 1985年3月21日  | ブルージン・ピエロ                                         | 優しさが瞳にしみる                                                             | 30位   | 横浜ゴム「インテック」CMソング |
| 9  | 1985年7月1日   | バチェラー・ガール (single version)                        | 愛は腕の中で                                                                   | 21位   | 横浜ゴム「インテック」CMソング |
| 10 | 1986年2月21日  | 1ダースの言い訳/April                                      |                                                                                | 20位   | 三洋電機「SANYO CDミニコン WO5」CMソング（「1ダースの言い訳」） 三洋電機「SANYO おしゃれなテレコ U4CD」CMソング（「April」） |
| 11 | 1987年4月22日  | 思い出のビーチクラブ (single mix)                          | TRACES                                                                         | 30位   | カナダドライ「ジンジャーエール」CMソング |
| 12 | 1987年10月5日  | 君のためにバラードを (single version)                      | MOONLIGHT MERMAID                                                              | 23位   | 東映（東映クラシックフィルム）系映画『愛はクロスオーバー』主題歌 |
| 13 | 1988年3月5日   | サザンクロス                                               | Oh Darling                                                                     | 24位   | 全日空春の沖縄キャンペーンイメージソング |
| 14 | 1988年7月25日  | 1・2・3                                                    | September Kiss                                                                 | 76位   | 太平洋証券中期国債ファンドテレビCFイメージソング |
| 15 | 1989年1月25日  | セブンティ・カラーズ・ガール                               | Misty Blue                                                                     | 14位   | カネボウ化粧品春のキャンペーンイメージソング |
| 16 | 1989年5月25日  | 君は知らない/君に逢いたい午後                              |                                                                                | 29位   | JT「サムタイム・ライト（ペイント編）」CMソング（「君は知らない」） CX系「なるほど!ザ・ワールド」エンディングテーマ（「君に逢いたい午後」） |
| 17 | 1989年10月25日 | 1969の片想い                                               | 愛のかたち                                                                     | 25位   | JT｢サムタイム・ライト（ボウリング編）｣CMソング |
| 18 | 1990年3月25日  | SHINE ON ME                                                | YES, SHE CAN                                                                   | 29位   | テンポラリーセンターCFソング (YES SHE CAN) |
| 19 | 1990年6月1日   | 心からオネスティー                                         | いちばん近い他人                                                               | 30位   | 明治乳業「明治ブリック」CMソング（「心からオネスティー」） |
| 20 | 1990年11月1日  | メリークリスマスが言えない                                 | Get Back To Myself (single mix)                                                | 10位   | ブティックjoy CMソング |
| 21 | 1991年4月3日   | セカンド・キス/リワインド                                  |                                                                                | 38位   | 関西テレビ放送系「ホントに本当なの!?」オープングテーマソング（「リワインド」） |
| 22 | 1991年6月26日  | さらば愛しき人よ/Congratulations                           |                                                                                | 65位   | 明治乳業「明治ブリック」CMソング（「さらば愛しき人よ」） 第一生命CMソング（「Congratulations」） |
| 23 | 1991年11月1日  | メリークリスマスが言えない                                 | Get Back To Myself                                                             |        | |
| 24 | 1991年12月21日 | 1ダースの言い訳/April                                      |                                                                                |        | |
| 25 | 1992年3月1日   | あなたがすべて                                             | もうひとつの夏                                                                 | 46位   | |
| 26 | 1992年5月20日  | 世界でたったひとりの君に                                   | Ms. Joanna                                                                     | 75位   | ケンタッキーフライドチキン東北地方限定CMソング |
| 27 | 1992年10月28日 | クリスマスキャロルの頃には                                 | 時の岸辺 (New Version) クリスマスキャロルの頃には（オリジナル・カラオケ）      | 1位    | TBSテレビ系ドラマ「ホームワーク」主題歌 |
| 28 | 1993年1月13日  | 僕ならばここにいる                                         | ロング・バージョン (Live version)                                              | 4位    | ホンダ『ドマーニ』CMソング テレビ朝日系「スポーツフロンティア」エンディングテーマ |
| 29 | 1993年6月10日  | マラソンレース                                             | 彼女はBLOOD TYPE B (リアレンジバージョン)                                      | 66位   | インターTEC、マカオグランプリイメージソング |
| 30 | 1993年11月26日 | クリスマスキャロルの頃には/メリークリスマスが言えない      |                                                                                |        | |
| 31 | 1994年3月24日  | キスなら後にして                                           | あの夏の風のように                                                             | 38位   | ブティックJOYCMソング（キスなら後にして） NHKドラマ「南部大吉交番日記」主題歌 |
| 32 | 1994年11月16日 | メリークリスマスが言えない(Remix Version)/永遠より長いキス |                                                                                | 85位   | FMフェスティバル'94・オフィシャルソング（「永遠より長いキス」） |
| 33 | 1995年5月25日  | 語らない                                                   | 遅れてきたプロローグ                                                           |        | TBSテレビ系「カウントダウンTV」オープニングテーマソング |
| 34 | 1996年8月21日  | 雨の朝と風の夜に                                           | 真夏の果てまで                                                                 | 83位   | テレビ朝日系「ビートたけしのTVタックル」エンディングテーマソング |
| 35 | 1997年5月21日  | STARTING OVER (single version)                             | SONGS REMAIN THE SAME (single version)                                         |        | |
| 36 | 1997年10月22日 | 終わらないLOVE SONG (single version)                       | 君がそばにいるだけで僕はすべてを手に入れた                                     |        | NHK「真夜中の王国」オープニングテーマソング |
| 37 | 1998年9月23日  | J's LOVE SONG (STUDIO SESSION VERSION)                     | Bad Dream 永遠は風のように                                                     |        | |
| 38 | 1999年10月21日 | 小さな奇蹟                                                 | FAIRY                                                                          | 90位   | 映画「アイ・ラヴ・ユー」主題歌 ：TBSテレビ系「日立 世界・ふしぎ発見!」エンディングテーマソング |
| 39 | 2000年2月23日  | 君の瞳はそのままに                                         | 愛のスーパー・マジック                                                         |        | テレビ東京系「いい旅・夢気分」エンディングテーマソング |
| 40 | 2000年11月21日 | メリークリスマスが言えない                                 | クリスマスキャロルの頃には P.S. 抱きしめたい                                   | 87位   | |
| 41 | 2001年10月24日 | PRAYER                                                     | バンジョー・レイン                                                             |        | |
| 42 | 2002年2月27日  | カナリア諸島にて/endless chain〜きみという時の流れよ〜     |                                                                                |        | フジテレビ系「東京ジモティ」エンディングテーマソング、テレビ朝日系「トゥナイト2」エンディングテーマ（「カナリア諸島にて」） TBSテレビ系「噂の!東京マガジン」エンディングテーマ（「endless chain〜きみという時の流れよ〜」）                                                                 |
| 43 | 2002年6月26日  | プラチナ・アストロノーツ (single mix)                      | アリノママ (single version)                                                    |        | フジテレビ系「東京天使」エンディングテーマソング |
| 44 | 2002年10月23日 | TOKYO ELEGY (single version)                               | 君に出会ってから rhymelight (single version)                                   | 80位   | テレビ東京系「女と愛とミステリー・『たづたづし』」テーマソング |
| 45 | 2007年7月4日   | 大人の夏景色 (single mix)                                  | こんなにも愛してた (single mix) ヒトリゴト (single mix)                        | 47位   | 花王「ソフィーナ・UVカットミルク」CMソング |
| 46 | 2008年2月6日   | サヨナラからのメッセージ (single mix)                      | たったひとりの君へ… (single mix) ロング・バージョン (オリジナル・ヴァージョン) |        | フジテレビ系「奇跡体験!アンビリバボー」エンディングテーマソング |
| 47 | 2008年11月5日  | 悲しみがとまらない（稲垣潤一&小柳ゆき）                    | 黄昏のビギン                                                                   |        | |
| 48 | 2009年11月18日 | クリスマスキャロルの頃には（稲垣潤一&広瀬香美）            | 元気を出して                                                                   |        | 初回限定盤は表題曲ミュージック・ビデオ収録のDVD付属。 |
| 49 | 2011年2月23日  | 思い出す度 愛おしくなる（稲垣潤一&辛島美登里）             | PIECE OF MY WISH                                                               |        | TBSテレビ系「ひるおび!」2011年3月度テーマ曲 |
| -  | 2011年10月12日 | unlimited                                                  |                                                                                |        | 2012年度から2015年度に、教育芸術社が発行する教科書「中学生の音楽 1」で新規に掲載され使われている合唱曲の、稲垣によるソロ歌唱バージョンともいえる楽曲。 発売元の教育芸術社に注文する方法（ごく一部のCDショップないしは書店で取り扱いがあるケースもあり）でしか購入ができない特殊なCDである。 |

#### 配信リリース作品
| # | リリース日    | タイトル                 | 備考                                                   |
| - | ------------- | ------------------------ | ------------------------------------------------------ |
| 1 | 2016年12月7日 | 夕焼けは、君のキャンバス | ダイハツ工業「ムーヴキャンバス」CMソング               |
| 2 | 2017年5月17日 | 週末のStranger           | 日本テレビ系「ぶらり途中下車の旅」エンディング・テーマ |

### オリジナル・アルバム
1 -15 は、2002年1月23日にボーナス・トラック付でテイチクエンタテインメントから、1 - 15・18は2008年1月23日にUSM JAPAN、2009年3月11日に、ユニバーサル ストラテジック マーケティング ジャパンからリイシューされている。（USM JAPANとユニバーサル ストラテジック マーケティング ジャパンでのリイシュー規格品番は同一となっている）1 - 4は、1980年代後半から90年代後半までにかけ、上記と別途にそれぞれのリリース元よりリイシューされている。
| #  | 発売日         | タイトル            | 最高位 | 備考 |
| -- | -------------- | ------------------- | ------ | --- |
| 1  | 1982年7月21日  | 246:3AM             | 22位   | 2002年再発盤のみ「アウトサイダー」を追加収録                                                                          |
| 2  | 1983年2月1日   | Shylights           | 2位    | 2002年再発盤のみ「シーサイド・ショット」を追加収録                                                                    |
| 3  | 1983年9月1日   | J.I.                | 2位    | 2002年再発盤のみ「一人のままで～There's No Shoulder～ (Remake Version)」を追加収録                                    |
| 4  | 1984年5月19日  | Personally          | 2位    | 2002年再発盤のみ「あの頃のまま」を追加収録                                                                            |
| 5  | 1985年5月1日   | NO STRINGS          | 3位    | 2002年再発盤のみ「優しさが瞳にしみる」を追加収録                                                                      |
| 6  | 1986年3月1日   | REALISTIC           | 1位    | 2002年再発盤のみ「ロング・バージョン (Live version)」を追加収録                                                       |
| 7  | 1987年3月4日   | Mind Note           | 1位    | 2002年再発盤のみ「TRACES」を追加収録                                                                                  |
| 8  | 1988年4月25日  | EDGE OF TIME        | 1位    | CDのみ「君のためにバラードを(album version)」を追加収録 2002年再発盤のみ「ひとつの椅子 (アナザーミックス)」を追加収録 |
| 9  | 1989年4月19日  | HEART & SOUL        | 1位    | 2002年再発盤のみ「MOONLIGHT MERMAID」を追加収録                                                                       |
| 10 | 1990年4月4日   | Self Portrait       | 2位    | 2002年再発盤のみ「今夜は忘れたい(「1969の片想い」歌詞違い)」を追加収録                                                |
| 11 | 1991年4月3日   | WILL                | 2位    | 2002年再発盤のみ「愛のかたち」を追加収録                                                                              |
| 12 | 1992年5月20日  | SKETCH of HEART     | 3位    | 2002年再発盤のみ「君は知らない」を追加収録                                                                            |
| 13 | 1993年3月24日  | for my DEAREST      | 2位    | 2002年再発盤のみ「彼女はBLOOD TYPE B (リアレンジ バージョン)」を追加収録                                              |
| 14 | 1994年4月6日   | Signs of Trust      | 5位    | 2002年再発盤のみ「最後のBIRTHDAY（「キスなら後にして」歌詞違い）」を追加収録                                          |
| 15 | 1995年6月14日  | J's DIMENSION       | 17位   | 2002年再発盤のみ「あの夏の風のように」を追加収録                                                                      |
| 16 | 1996年9月21日  | PRIMARY             | 30位   | |
| 17 | 1997年11月21日 | V.O.Z.              | 50位   | |
| 18 | 2000年6月21日  | MY ONE              | 63位   | |
| 19 | 2001年11月21日 | endless chain       | 98位   | |
| 20 | 2002年11月21日 | 稲垣潤一            | 100位  | |
| 21 | 2011年4月20日  | たったひとりの君へ… | 39位   | |
| 22 | 2017年9月27日  | HARVEST             | 62位   | |

### ベスト・アルバム
| #    | 発売日         | タイトル                                            | 最高位 | 備考                                                                                                |
| ---- | -------------- | --------------------------------------------------- | ------ | --------------------------------------------------------------------------------------------------- |
| 1    | 1985年8月22日  | COMPLETE                                            | 3位    | 未発表曲「アウトサイダー」収録                                                                      |
| 2    | 1986年9月29日  | BALLAD SELECTION〜P.S.抱きしめたい。〜              | 1位    | 新曲「P.S.抱きしめたい」収録、初のバラード・ベスト                                                  |
| 3    | 1987年6月5日   | NEW BEST NOW                                        | 17位   | 東芝EMI主導                                                                                         |
| 4    | 1988年12月1日  | 16 CANDLES                                          | 12位   | 豪華三方背BOXパッケージ・オールカラー36ページブックレット・ポストカード3枚封入                      |
| 5    | 1990年9月27日  | NEW BEST NOW COMPLETE                               |        | 東芝EMI主導                                                                                         |
| 6    | 1990年12月1日  | TRANSIT                                             | 7位    | 2枚組                                                                                               |
| 7    | 1992年12月2日  | ON TELEVISION                                       | 3位    | 未発表「世界でたったひとりの君に (Remix new version)」収録                                          |
| 8    | 1995年9月21日  | Revelation                                          | 13位   | 初回限定盤のみ未発表「一人のままで～There's No Shoulder～ (Remake Version)」収録8cmCD付2枚組        |
| 9    | 1998年9月30日  | SUPER BEST COLLECTION                               | 34位   | 2枚組。未発表バージョン「J's LOVE SONG (ORIGINAL VERSION)」収録                                     |
| 再発 | 1999年1月21日  | SUPER BEST Single Hits Collection                   |        | 上記「SUPER BEST COLLECTION」の「Single Hits Collection」収録16曲CDを単品発売                       |
| 再発 | 1999年1月21日  | SUPER BEST Album Favorite Collection                |        | 上記「SUPER BEST COLLECTION」の「Album Favorite Collection」収録15曲CDを単品発売                    |
| 10   | 2001年8月22日  | LOVE BALLAD BEST COLLECTION〜P.S.抱きしめたい〜     | 70位   | 未発表「P.S.抱きしめたい (Instrumental version)」収録                                               |
| 11   | 2002年1月23日  | LOVE BEAT BEST COLLECTION〜ドラマティック・レイン〜 |        | 未発表「UP TO YOU (20TH ANNIVERSARY MIX)」収録                                                      |
| 再発 | 2002年12月18日 | SUPER BEST Single Hits Collection DVD Audio         |        | 同名ベストアルバムDVDオーディオ版。映像特典「プラチナ・アストロノーツ」ミュージック・ビデオ映像収録 |
| 12   | 2003年11月26日 | スロー ソングス                                     |        | 新曲「呆れちゃうよ」収録                                                                            |
| 13   | 2005年12月16日 | コンプリート・シングル・コレクション                | 92位   | CD3枚組。24年間に発売されたシングル表題曲全て収録。                                                 |
| 14   | 2007年9月5日   | Rainy Voice 〜greatest hits & mellow pop〜          | 48位   | デビュー25周年記念ベスト。DVD付初回限定盤は「大人の夏景色」ミュージック・ビデオとLive映像4曲を収録  |
| 15   | 2009年3月11日  | バラードベスト                                      |        | |
| 16   | 2011年10月26日 | THEME SONGS                                         | 14位   | デビュー30周年記念ベスト。DVD付初回限定盤は「Red & Sepia Night at オーチャードホール」より7曲を収録 |
| 17   | 2014年11月5日  | Light Mellow 稲垣潤一                               |        | |
| 18   | 2019年8月7日   | あの夏の風のように -TWO HEARTS TWO VOICES-          | 196位  | 「男と女」5作から夏のドライブ向け楽曲を選曲した編集盤                                               |
| 19   | 2019年11月27日 | オリオン瞬くあの街で -TWO HEARTS TWO VOICES-        |        | 「男と女」5作から秋冬向け楽曲を選曲した編集盤                                                       |

### コンピレーション・アルバム
| # | 発売日        | タイトル              | 最高位 | 備考 |
| - | ------------- | --------------------- | ------ | --- |
| 1 | 2022年3月30日 | 稲垣潤一 meets 林哲司 |        | 林哲司が提供した楽曲14曲に加え、新曲「哀しみのディスタンス」、「My Destiny」の2曲を追加収録。初のコンピレーション・アルバム。 |

### その他企画アルバム
| #  | 発売日         | タイトル                                              | 備考 |
| -- | -------------- | ----------------------------------------------------- | --- |
| 1  | 1983年12月12日 | J.LIVE                                                | ライブ盤 |
| 2  | 1986年7月2日   | ANOTHER PAGE                                          | Instrumental盤 新曲「サンクチュアリ」収録                                                                                                |
| 3  | 1990年12月1日  | TEN                                                   | 1st - 10th、アルバム未収録4曲「P.S.抱きしめたい」「君は知らない」「優しさが瞳にしみる」「MOONLIGHT MERMAID」収録8cmCD付のBOX。           |
| 4  | 1996年12月4日  | Revival                                               | リミックス盤 クリストファー・クロスと共同プロデュース。                                                                                  |
| 5  | 1999年3月25日  | FM AOR                                                | 8人のサウンド・クリエイターによって既発曲をリミックスしたアルバム                                                                        |
| 6  | 2004年11月3日  | Revival II                                            | カバー盤 |
| 7  | 2005年11月23日 | Unchained Melody                                      | 筒美京平作品カバー盤。セルフカバー2曲（「夏のクラクション」「SHYLIGHTS」）新曲2曲（「EVEの向こう側」「Unchained Melody」）を含む全10曲。 |
| 8  | 2008年11月19日 | 男と女 -TWO HEARTS TWO VOICES-                        | デュエット・カバー盤 |
| 8  | 2008年12月24日 | 男と女 -TWO HEARTS TWO VOICES- Special Edition        | デュエット・カバー盤。オリジナルカラオケCD付属の2枚組。                                                                                  |
| 9  | 2009年10月28日 | 男と女2 -TWO HEARTS TWO VOICES-                       | デュエット・カバー盤 |
| 9  | 2009年10月28日 | 男と女2 -TWO HEARTS TWO VOICES- Special Edition       | デュエット・カバー盤。オリジナルカラオケCD付属の2枚組。                                                                                  |
| 10 | 2010年9月29日  | 男と女3 -TWO HEARTS TWO VOICES-                       | デュエット・カバー盤 |
| 10 | 2010年9月29日  | 男と女3 -TWO HEARTS TWO VOICES- Special Edition       | デュエット・カバー盤。オリジナルカラオケCD付属の2枚組。                                                                                  |
| 11 | 2010年12月8日  | 男と女 -TWO HEARTS TWO VOICES- BOX (Special Edition)  | 「男と女」3作、ミュージック・ビデオ集、「Junichi Inagaki Live Tour 2010〜featuring“男と女”」ライブ映像DVDを追加したSHM-CDBOX。           |
| 11 | 2011年4月6日   | 男と女 -TWO HEARTS TWO VOICES- BOX                    | 「男と女」3作のCD-BOX |
| 12 | 2012年6月13日  | ある恋の物語 My Standard Collection                   | スタンダードナンバー・ポップス・ラテン・シャンソン・映画音楽をポップスアレンジを施し日本語詞でカバー。                                   |
| 12 | 2012年6月13日  | ある恋の物語 My Standard Collection (Special Edition) | 上記のDVD付初回限定盤。「夜のストレンジャー」ミュージック・ビデオと特典映像（PVメイキング）収録。                                        |
| 13 | 2013年10月23日 | 男と女4 -TWO HEARTS TWO VOICES-                       | デュエット・カバー盤 |
| 13 | 2013年10月23日 | 男と女4 -TWO HEARTS TWO VOICES- Special Edition       | デュエット・カバー盤。オリジナルカラオケCD付属の2枚組。                                                                                  |
| 14 | 2015年9月30日  | 男と女5 -TWO HEARTS TWO VOICES-                       | デュエット・カバー盤 |

### 映像作品
| #  | 発売日         | タイトル                                                                    | 備考 |
| -- | -------------- | --------------------------------------------------------------------------- | --- |
| 1  | 1985年3月30日  | SOUND OF LIFE 稲垣潤一武道館コンサート                                      | |
| 2  | 1990年2月1日   | 稲垣潤一 HEART & SOUL LIVE at BUDOKAN                                       | |
| 3  | 1990年7月1日   | J'S IN MOTION                                                               | （ミュージック・ビデオ集） |
| 4  | 1991年6月25日  | オーシャン・ブルー                                                          | （ミュージック・ビデオ集） |
| 5  | 1991年11月1日  | メリークリスマスが言えない                                                  | （ミュージック・ビデオ） |
| 6  | 1992年8月6日   | Red & Sepia Night at オーチャードホール                                     | |
| 7  | 1996年4月3日   | Junichi Inagaki Present from verry merry christmas at budoukan              | |
| 8  | 2007年1月21日  | EDGE OF TIME                                                                | 8枚組DVD-BOX。84年武道館/89年武道館/91年武道館/92年武道館/91年オーチャード・ホール/02年スウィート・ベイジル/06年品川ステラ・ボール/90年・95年・99年苗場プリンスホテルでのライブ映像を収録。                                        |
| 9  | 2009年3月11日  | Live History I 1984〜1992                                                   | 5枚組DVD-BOX。DISC1 - 4は、DVD BOX 「EDGE OF TIME」 と同一。DISC-5は「大人の夏景色」「サヨナラからのメッセージ」のミュージック・ビデオと、Strada presents Junichi Inagaki 25th Anniversary Live Tour “EDGE OF TIME”から5曲を収録。 |
| 10 | 2012年12月19日 | Junichi Inagaki Live Tour 2010 〜featuring "男と女"〜                       | 2010年6月5日zに、東京国際フォーラム ホールCで行われたライブ映像を収録。 |
| 11 | 2022年5月25日  | JUNICHI INAGAKI 40th Anniversary Concert 2022 at TOKYO・J:COM HALL HACHIOJI | 2022年1月29日に、J:COMホール八王子で行われたライブ映像を収録。 |

### 参加作品
- AKB48のアルバム『サムネイル』（2017年1月25日）
  - 過ち（山本彩&稲垣潤一 名義）
- MONKEY MAJIKのアルバム『COLLABOLATED』（2019年3月6日）
  - クリスマスキャロルの頃には -NORTH FLOW-（MONKEY MAJIK×稲垣潤一×GAGLE 名義）

## 著書
- 『ハコバン70’s』 2013年、講談社。ISBN 9784062186797。
  - 『闇を叩く』 2015年、小学館文庫（上記を加筆・修正）。ISBN 9784094062243。
- 『かだっぱり』 2015年、小学館。ISBN 9784093637374。

## 写真集
- 三浦憲治 写真『稲垣潤一"No strings"』CBS・ソニー出版、1984年11月21日。

## 出演

### テレビ
- キスの温度〜いちばん近い他人〜（1990年5月9日、日本テレビ） - 本人 役（東京ベイNKホールでライブを行っている設定）
- クリス松村の注文の多いレコード店 #3（2014年12月10日、歌謡ポップスチャンネル）[7]
- Age Free Music〜心に響く大人の音楽〜　#6（2015年、歌謡ポップスチャンネル）
- ダイハツ工業「ムーヴキャンバス」CMソング（夕焼けは、君のキャンバス）
- SMAP×SMAP（フジテレビ、2001年） - SMAPメンバーである稲垣吾郎が謹慎中の際に、クリスマスコントで稲垣吾郎の代わりに出演

### NHK紅白歌合戦出場歴
| 年度/放送回               | 回 | 曲目                 | 出演順 | 対戦相手       |
| ------------------------- | -- | -------------------- | ------ | -------------- |
| 1987年（昭和62年）/第38回 | 初 | 思い出のビーチクラブ | 05/20  | 小比類巻かほる |

注意点
- 出演順は「出演順/出場者数」で表す。

### ラジオ出演
- ジス・イズ・エキスプレス（1982年、東海ラジオ放送）[1]
- JI : SOUND OF LIFE[1]（東海ラジオ放送）
- コーク・サウンド・シャッフル（1983年4月 - 1987年9月、FM仙台）[1]
- 稲垣潤一BEAT&DRIVE（1986年頃、TBSラジオ）
- Konica Ocean Bluebird（1989年 - 1990年、JFN系列）
- Musicアクエリアム（2008年 - 2009年頃、JFN系列）

### 映画出演
- 愛はクロスオーバー（1987年、東映クラシックフィルム） - 国枝修二 役
- 僕らのワンダフルデイズ（2009年、角川映画） - 日暮圭 役
- イニシエーション・ラブ（2015年、東宝）-鈴木役の松田翔太が運転する車の前を自転車で通りかかり、衝突しそうになる役

## スタッフ・キャスト

### 映画音楽監修
- アイ・ラヴ・ユー（1999年）